# 斯洛博恩岛
《斯洛博恩岛》（德語：Sløborn）是由Syrreal Entertainment，德國電視二台，Tobis Film和Nordisk Film共同制作的德国电视连续剧。

## 发布
该剧第一集于2020年7月23日在ZDFneo播出，一经播出便收获了69万观众的观看。